# Hvězdárna Vsetín
Hvězdárna Vsetín byla otevřena 30. července 1950 z iniciativy členů místní pobočky Československé astronomické společnosti založené v roce 1948. V roce 2005 se stala součástí Muzea regionu Valašsko ve Vsetíně. Její činnost je zaměřena na vzdělávání a popularizaci astronomie, kosmonautiky i jiných přírodních věd zejména mezi mládeží. Na hvězdárně jsou pořádány přednášky a besedy nejen pro veřejnost, ale především pro mateřské základní i střední školy z východní části Zlínského kraje. Pro zájemce jsou zajišťována astronomická pozorování Slunce i noční oblohy hlavním dalekohledem s objektivem o průměru 200 mm od firmy Zeiss, z počátku 60. let 20. století. Jako malé zařízení nabízí Hvězdárna Vsetín návštěvníkům méně formální přístup k popularizaci astronomie, než je obvyklý u velkých organizací tohoto typu.
V areálu hvězdárny je umístěn model Sluneční soustavy s pozorovací kopulí v podobě Slunce a osmi planetami v přesném měřítku. Respektuje však pouze velikosti planet, ne vzdálenosti mezi nimi, nevešel by se totiž nejen do areálu hvězdárny, ale ani na území Vsetína.
Od léta roku 2021 jsou před hlavní budovou i interaktivní sluneční hodiny. Ty tvoří kulovitá ocelová konstrukce (o průměru téměř 2 m), která se ve dvou osách otáčí okolo malého modelu planety Země. Je opatřena poledníky, rovnoběžkami, stupnicemi i stínidlem v podobě Slunce. To při správném natočení vrhá stín na zeměkouli uprostřed modelu. Pomocí mechanismu je možno znázornit zdánlivé dráhy Slunce po nebeské sféře v průběhu celého roku. Po nastavení správné polohy hodin je možno určovat aktuální čas a další zajímavé údaje (čas východu či západu Slunce, pro kterýkoliv den v roce nebo ve kterém ze 13 souhvězdí se právě Slunce nachází).
Obě lákadla pro návštěvníky mají zábavnou formou vysvětlit zákonitosti dějů na obloze. Postavili je svépomocí pracovníci Muzea regionu Valašsko, pod které hvězdárna patří.

## Přístrojové vybavení
- hlavní dalekohled s ohniskovou vzdáleností 3 000 mm a průměrem objektivu 200 mm
- pointační dalekohled s ohniskovou vzdáleností 2 800 mm a průměrem objektivu 120 mm
- hledáček s průměrem objektivu 90 mm
- newton s ohniskovou vzdáleností 1 700 mm a průměrem objektivu 300 mm
- CCD kamera G2-1600

## Večerní astronomická pozorování
Astronomická pozorování pro veřejnost se na vsetínské hvězdárně konají ve večerních hodinách za bezmračné oblohy a to v pátek. V případě zájmu většího počtu návštěvníků (školní výlety, letní tábory, turistické zájezdy, …) je možné se s pracovníky telefonicky dohodnout na jiném libovolném termínu. V letních měsících je možné po dohodě s organizátory letních příměstských táborů v okolí Vsetína zajistit astronomické pozorování přímo v místě konání tábora, kde jsou mnohdy lepší podmínky pro sledování hvězdné oblohy než přímo na Vsetíně.

## Pozorování Slunce a exkurze
V pracovních dnech probíhají za příznivých podmínek od 9.00 do 15.00 pozorování Slunce a slunečních skvrn. Ve stejnou dobu jsou pro veřejnost pořádány exkurze na hvězdárně – prohlídka kopule a přístrojového vybavení, či prohlídka meteorologické stanice v areálu hvězdárny.

## Odborná činnost

### Sledování aktivity meteorických rojů
V současnosti je většina odborné činnosti hvězdárny spojena s oblastí výzkumu meziplanetární hmoty. V letech 1995–2005 zde pracovala jedna z nejaktivnějších skupin pozorovatelů meteorických rojů v České republice, složená z bývalých členů astronomických kroužků. Skupina stále aktivní a na hvězdárně je vedena jako Sekce meziplanetární hmoty – BOLID.

### CCD fotometrie komet
Po zakoupení CCD kamery SBIG-ST7 na konci devadesátých let byl v roce 2003 na hvězdárně zahájen projekt „CCD fotometrie komet“. Zpracovaná měření jasností komet jsou odesílána do databáze mezinárodní organizace ICQ (International Comet Quarterly) a zde i publikována. Pozorovatelé meteorů i komet úzce spolupracují se Společností pro MeziPlanetární Hmotu (SMPH).

### Detekce bleskových výbojů
Hvězdárna také dlouhou dobu spolupracovala s Výzkumným ústavem energetickým v Brně v oblasti sledování bleskových výbojů. I když Výzkumný ústav již projekt ukončil, přesto v této činnosti pokračujeme i nadále, hlavně z důvodů občasného zájmu veřejnosti o naměřené údaje. V roce 1999 byla provedena modernizace přijímače bleskových výbojů a jeho propojení s původním mechanickým registračním zařízením. O dva roky později bylo toto zařízení nahrazeno počítačovou registrací s automatickým zpracováním dat.

### Sledování silných bouří a doprovodných jevů
Kromě registrace bleskových výbojů sledujeme ve spolupráci s Českým hydrometeorologickým ústavem také jevy doprovázející silné bouře. Občas rovněž provádíme ohledání škod způsobených bouřemi, kdy je cílem určit, jaký jev tyto škody způsobil. Takto se nám např. podařilo v roce 2004 odhalit výskyt slabého tornáda nedaleko obce Seninka či silný propad studeného vzduchu (tzv. downburst), který způsobil škody v oblasti „Na Mezných“ mezi Bratřejovem a Pozděchovem.

### INFORMÁTOR a ATHENA
Koncem šedesátých let začala hvězdárna pravidelně vydávat astronomický zpravodaj INFORMÁTOR, který vycházel až do roku 1982. Na tradici tohoto periodika navázali v posledních letech členové astronomických kroužků. Na jaře roku 2003 vyšlo první číslo čtvrtletního bulletinu Hvězdárny Vsetín s názvem ATHENA, který si klade za cíl poskytnout zájemcům o astronomii, kosmonautiku a meteorologii materiály, které se jinak objevují v informačních skřínkách hvězdárny.

## Ředitelé
- Oldřich Křenek od července 1950 do ledna 1955
- Tomáš Skandera od ledna 1955 do května 1971
- Josef Blažek (inspektor odboru kultury ONV) od května 1971 do ledna 1973
- Jiří Haas od ledna 1973 do ledna 2005
- Jiří Haas (ředitel Muzea regionu Valašsko) od ledna 2005 do srpna 2009
- Milan Půček (ředitel Muzea regionu Valašsko) od srpna 2009 do dubna 2013
- Tomáš Vitásek (ředitel Muzea regionu Valašsko) od dubna 2013 doposud

## Planetka Vsetín
Planetku objevil 15. října 1998 český astronom dr. Petr Pravec pomocí CCD kamery umístěné na 0,65-metrovém zrcadlovém dalekohledu Astronomického ústavu v Ondřejově u Prahy. Krátce po svém objevu byla předběžně označena 1998 TO6. Po 3 letech pozorování, během nichž se postupně zpřesňovala její dráha kolem Slunce, bylo planetce přiděleno definitivní číslo 27079, pod kterým je nyní vedena v planetkových katalozích. Právo pojmenovat novou planetku, které má vždy její objevitel, se dr. Pravec rozhodl přenechat pracovníkům vsetínské hvězdárny a ti pro ni navrhli jméno Vsetín. Od 27. dubna 2002 se tak lze se jménem Vsetín setkat nejen na planetě Zemi, ale i ve vesmíru.

### Zdůvodnění jména planetky Vsetín
(27079) Vsetín = 1998 TO6 Discovered 1998 Oct. 15 by P. Pravec at Ondrejov
"Vsetín is a town in the Wallachia region of eastern Moravia. A public observatory founded there in 1950 concentrates on astronomical popularization and education, especially involving young people."
"Vsetín je město na Valašsku na východní Moravě. Místní lidová hvězdárna založená v roce 1950 se soustředí na popularizaci astronomie a vzdělávání, zejména se zapojením mladých lidí."